# Euchromius matador
Euchromius matador is een vlinder uit de familie grasmotten (Crambidae). De wetenschappelijke naam van deze soort werd voor het eerst geldig gepubliceerd in 1966 door Stanisław Błeszyński.
De soort komt voor in tropisch Afrika.